# Antje Boetius

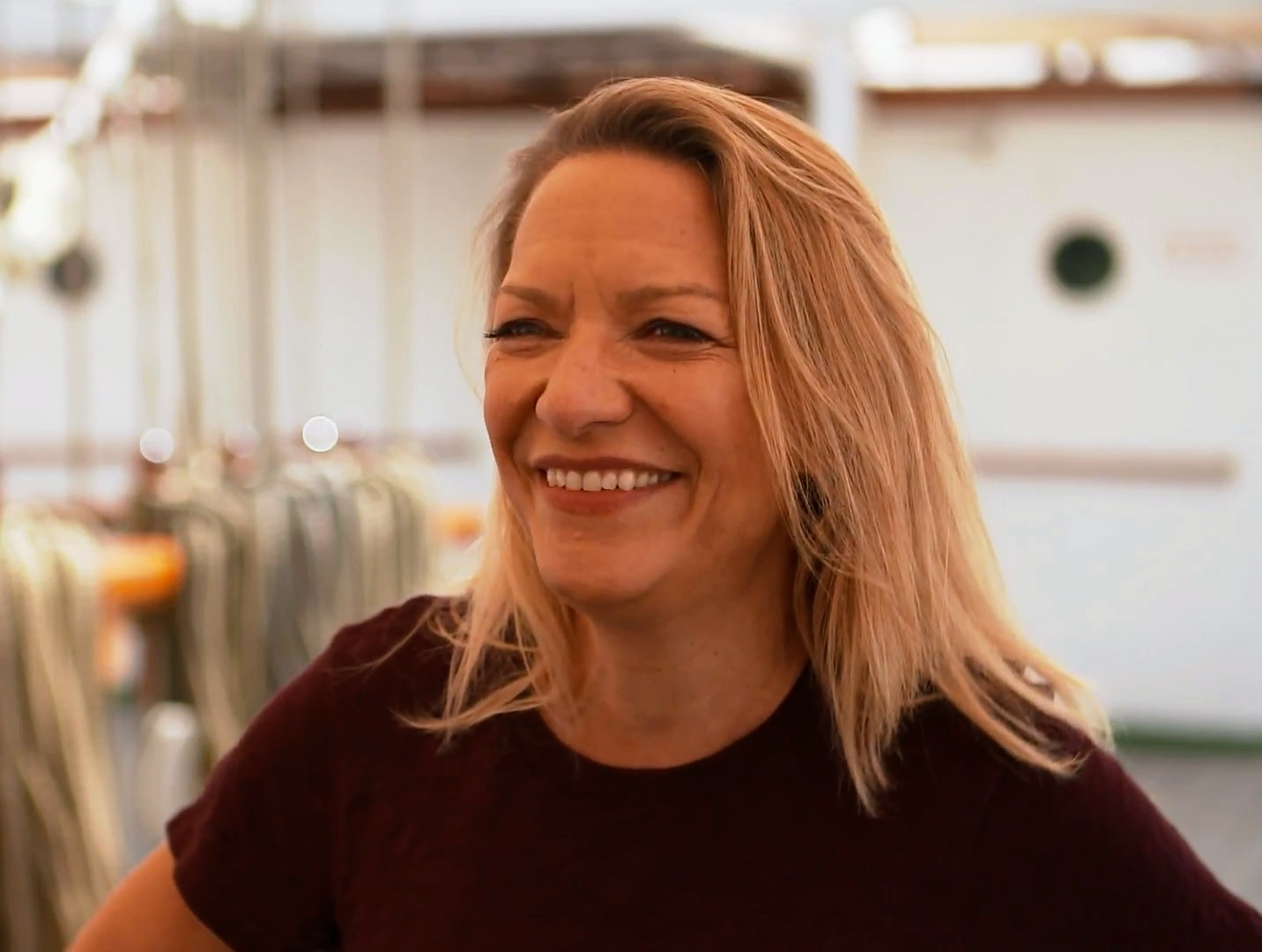
Antje Boetius (2018)

Antje Boetius (auch Boëtius; * 5. März 1967 in Frankfurt am Main) ist eine deutsche Meeresbiologin und Professorin der Universität Bremen. Von November 2017 bis Frühjahr 2025 leitete sie das Alfred-Wegener-Institut in Bremerhaven. Im Frühjahr 2025 wechselte Boetius als Präsidentin an das Monterey Bay Aquarium Research Institute (MBARI).

## Wissenschaftlicher Werdegang

### Studienjahre
Von 1986 bis 1992 absolvierte Boetius ein Diplom-Biologiestudium an der Universität Hamburg. Von 1989 bis 1991 studierte sie an der Scripps Institution of Oceanography „Biologische Ozeanographie“. Für ihre Diplomarbeit, die sie über Tiefseebakterien verfasste, verbrachte sie drei Monate auf diversen Forschungsschiffen im Pazifik und im Atlantik.
Ihre Dissertation über „mikrobielle Stoffumsätze in der Tiefsee der Arktis“ schrieb Boetius 1996 an der Universität Bremen. Von 1996 bis 1999 war sie am Institut für Ostseeforschung an einem Postdoktoranden-Projekt beteiligt, das sich mit der Tiefsee des Indischen Ozeans beschäftigte. 1999 wechselte sie zum Max-Planck-Institut für marine Mikrobiologie in Bremen, wo die Untersuchung untermeerischer Gasquellen wie auch die Mikrobiologie des Methanumsatzes im Meer zu ihren wichtigsten Forschungsschwerpunkten wurden.

### Akademische Karriere
2001 wurde Boetius Assistenz-Professorin an der Jacobs University Bremen. Daneben erhielt sie eine Position als Wissenschaftliche Mitarbeiterin am Alfred-Wegener-Institut im Fachbereich Geologie und arbeitete als Leiterin von verschiedenen Verbundprojekten in Deutschland und der Europäischen Union in den Bereichen Biogeochemie und Mikrobiologie des Methans im Meer.
2003 wurde sie zur außerordentlichen Professorin an der Jacobs University Bremen ernannt. Im selben Jahr übernahm sie die Leitung der Forschungsgruppe „Mikrobielle Habitate“ am Max-Planck-Institut für Marine Mikrobiologie, die sich mit der Untersuchung diverser Tiefseeökosysteme, der Methan-Biogeochemie, der In-situ-Meerestechnologie und mikrobiellen Biodiversität beschäftigt. 2006 konnte diese Forschungsgruppe eine weitere Form von methanfressenden Mikroorganismen nachweisen, nachdem Boetius im Jahre 2000 zusammen mit anderen Wissenschaftlern des Max-Planck-Instituts für marine Mikrobiologie die ersten „Methanfresser“ entdeckt hatte.
2004 lehrte Antje Boetius als Gastprofessorin an der Universität Pierre und Marie Curie in Paris. Von Juni bis November 2008 war sie Professorin für Mikrobiologie an der Jacobs University.
Seit März 2009 ist sie Professorin für Geomikrobiologie im Fachbereich Geowissenschaften an der Universität Bremen.

## Forschung
Boetius hat an rund 40 meeresbiologischen Erkundungsexpeditionen teilgenommen und war Leiterin verschiedener internationaler Forschungsreisen. Die Erforschung der Tiefsee-Ökologie wurde dabei mit speziellen Tauchrobotern vorgenommen.
Im Jahr 2011 erhielt sie vom Europäischen Forschungsrat Fördergelder in Höhe von rund 3,4 Millionen Euro Projekt „ABYSS – Assessment of bacterial life and matter cycling in deep-sea surface sediments“. (Untersuchungen des Meeresbodens in der arktischen Tiefsee und seiner Bakterienwelt). Das auf fünf Jahre ausgelegte Projekt startete 2012.
Von Januar 2015 bis Dezember 2020 war Boetius Vorsitzende des Lenkungsausschusses von Wissenschaft im Dialog.
In der öffentlichen Debatte um die Klimakrise setzt sich Boetius für eine deutliche Verschärfung des Klimaschutzes ein; so schrieb sie 2019 mit Blick auf die Politik: „Mutig bedeutet hier, jetzt für den Klimaschutz einen großen Schritt zu tun. Mutig heißt, dafür zu sorgen, dass der Bürger mitkommt und dabei mitmachen will und kann. Wir können uns wirklich keine Verzögerung beim Klimawandel und auch nicht das Verpassen unserer eigenen Ziele leisten.“
Sie ist eine der Verfasserinnen der Stellungnahme der Nationalen Akademie der Wissenschaften Leopoldina aus dem Jahr 2019, die den Titel Klimaziele 2030: Wege zu einer nachhaltigen Reduktion der CO2-Emissionen trägt. Darin wird u. a. die rasche Einführung einer CO2-Bepreisung gefordert.
2023 fungierte Boetius als wissenschaftliche Beraterin bei der Verfilmung von Frank Schätzings Der Schwarm.
Im August 2023 wirkte sie an Bord der Polarstern an der ArcWatch Expedition mit, die durchs Nordpolarmeer bis hoch zum Nordpol ging. Hierbei entstanden erstmals Filmaufnahmen vom Meeresboden in 4000 Meter Tiefe, die in der ARD-Dokumentation Expedition Arktis 2 – Tauchfahrt am Nordpol gezeigt wurden.
2024 führte Boetius durch die Terra-X-Sendungen Überleben! – Unser Erbe und Überleben! – Unsere Chancen.

## Beiratstätigkeiten
Boetius ist Mitglied in diversen internationalen Institutionen, darunter IFREMER, CNRS, DIVERSITAS und ist in Programme zur Biodiversität des Ozeans wie Census of Marine Life, Chemosynthetic Ecosystem Science (ChEss) und International Census of Marine Microbes (ICoMM) involviert.
Sie ist Redakteurin und Gutachterin für verschiedene internationale Fachjournale der Meeresforschung sowie Ausbilderin an der Graduiertenschule der Exzellenzinitiative „Global Change in the Marine Realm“ (GLOMAR) und an der Max Planck Research School of Marine Microbiology (MarMic).
Der Senat der Universität Wien hat in seiner Sitzung vom 20. Oktober 2022 Boetius als Mitglied in den Universitätsrat der Universität Wien für die Funktionsperiode vom 1. März 2023 bis zum 29. Februar 2028 bestellt.

## Privates
Boetius ist Enkelin des deutschen Luftschiffers und Überlebenden der Hindenburg-Katastrophe Eduard Boëtius und Tochter des Schriftstellers Henning Boëtius (1939–2022).

## Sonstiges
Anlässlich des Internationalen Frauentages am 8. März 2023 wurde Boetius als eine von sieben weiblichen MINT-Führungskräften aus aller Welt mit einer nach ihrem Vorbild gestalteten Barbie-Puppe geehrt.

## Auszeichnungen und Mitgliedschaften
- Mitglied der Mainzer Akademie der Wissenschaften und der Literatur.[12]

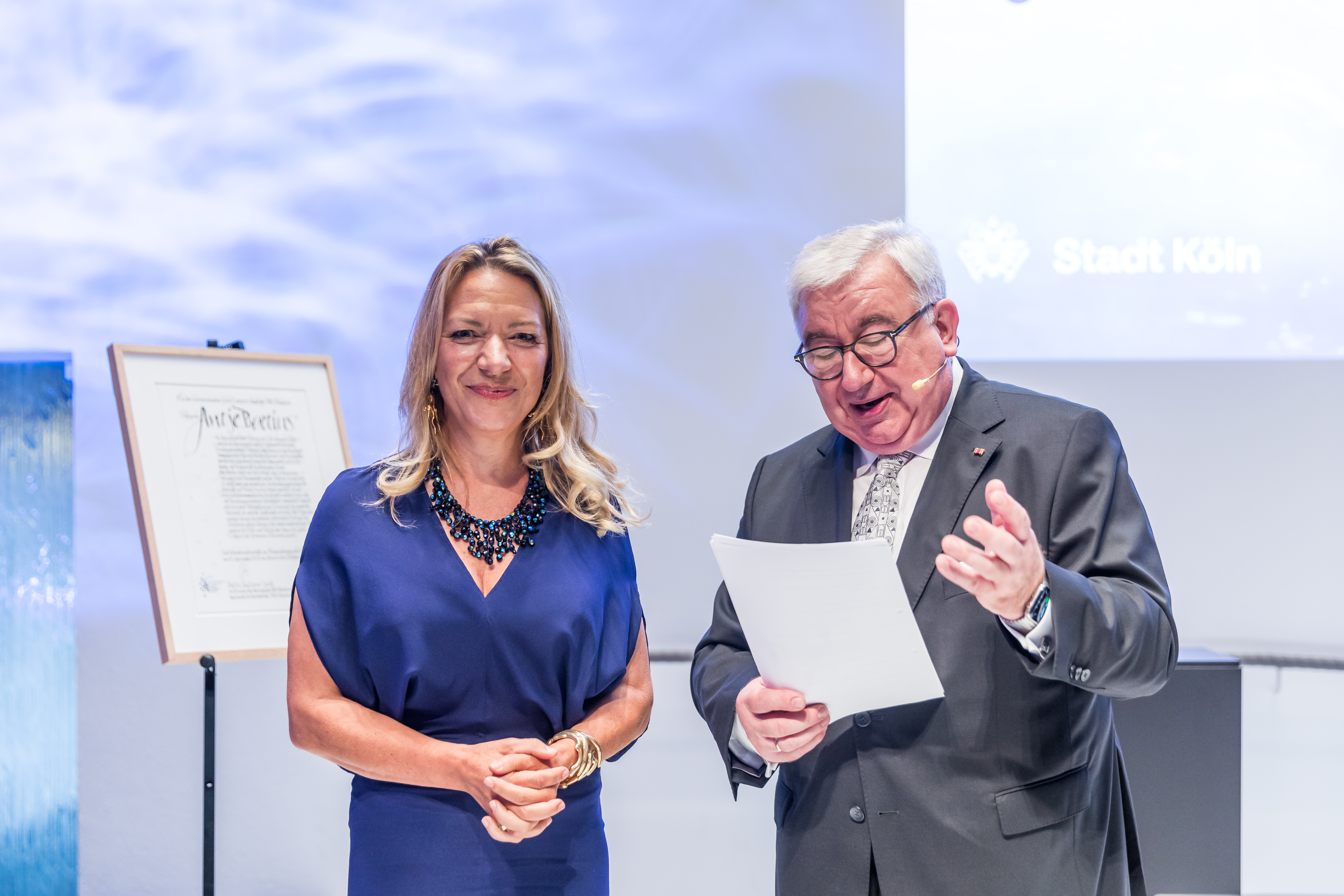
Antje Boetius erhält den Internationalen TÜV Rheinland Global Compact Award, 2024

- 2009: Gottfried-Wilhelm-Leibniz-Preis der Deutschen Forschungsgemeinschaft
- seit 2009: Mitglied der Leopoldina[13]
- seit 2010: Mitglied des Wissenschaftsrates
- seit 2010: Auswärtiges Wissenschaftliches Mitglied der Max-Planck-Gesellschaft[14]
- seit 2014: Vorsitzende der Wissenschaftlichen Kommission des Wissenschaftsrates.
- seit 2014: Mitglied der EMBO[15]
- 2014: Gustav-Steinmann-Medaille[16]
- 2014: Hector Wissenschaftspreis[17], damit Mitglied der Hector Fellow Academy[18][19]
- 2015 bis 2020: Vorsitzende des Lenkungsausschusses von Wissenschaft im Dialog[4][20]
- 2017: Carl-Friedrich-Gauß-Medaille
- 2017: Copernicus-Medaille der Copernicus-Gesellschaft[21]
- 2018: Vladimir Ivanovich Vernadsky Medal der European Geosciences Union[22]
- 2018: Communicator-Preis der Deutschen Forschungsgemeinschaft
- 2018: Deutscher Umweltpreis[23]
- 2019: Mitglied bei Scientists for Future[24]
- 2019: Robert L. and Bettie P. Cody Award in Ocean Sciences[25]
- 2019: Bundesverdienstkreuz 1. Klasse[26]
- 2019: Verleihung des Leibniz-Ring-Hannover[27][28]
- 2019: Erna-Hamburger-Preis
- 2020: Mercator-Professur der Universität Duisburg-Essen
- 2020: Urania-Medaille[29]
- 2021: Mitglied der Berlin-Brandenburgischen Akademie der Wissenschaften
- 2021: Preis der Klüh Stiftung[30]
- 2022: Johannes Gutenberg-Stiftungsprofessur der Universität Mainz
- 2022: Goldenes Lot des VDV[31]
- 2023: Hochschullehrerin des Jahres des Deutschen Hochschulverbands (DHV).[32]
- 2023: Kulturpreis der Eduard-Rhein-Stiftung[33]
- 2024: Internationaler TÜV Rheinland Global Compact Award[34]
- 2025: Auswärtiges Mitglied der Royal Society

## Publikationen (Auswahl)
- 1992: Extrazelluläre hydrolytische Enzymaktivitäten als Parameter für mikrobielle Prozesse in Tiefseesedimenten
- 1996: Mikrobieller enzymatischer Abbau organischer Substanzen in Tiefseesedimenten
- 2000: A marine microbial consortium apparently mediating anaerobic oxidation of methane (mit Katrin Ravenschlag, Carsten J. Schubert, Dirk Rickert, Friedrich Widdel, Armin Gieseke, Rudolf Amann, Bo Barker Jørgensen, Ursula Witte & Olaf Pfannkuche). In: Nature 407, S. 623–626 (5. Oktober 2000) doi:10.1038/35036572
- 2004: Methane in gas hydrate bearing sediments – turnover rates and microorganisms: MUMM; report 01 January 2001 – 31 December 2003; BMBF program „Gas hydrates in the earth’s system“
- 2005: OTEGA II: Abschlussbericht zur Forschungsreise SO174 in den Golf von Mexiko, 1.10.–12.11.2003, Balboa – Miami
- 2011: Viren und andere Mikroben: Heil oder Plage? : zum 100. Todestag von Robert Koch
- 2011: Das dunkle Paradies – Die Entdeckung der Tiefsee (zusammen mit Henning Boëtius), Bertelsmann Verlag ISBN 978-3-570-10052-3